# Olivier Sorlin
Olivier Sorlin (Saint-Étienne, 9 aprile 1979) è un ex calciatore francese, di ruolo centrocampista.